# Els Til·lers
Els Til·lers és una escola pública d'educació primària situada al terme municipal de La Masó (Tarragona). La construcció va ser petició expressa de l'Ajuntament a la Mancomunitat de Catalunya (1914-1925).
És una escola rural que forma part del ZER Francolí (Zona Escolar Rural, agrupació d'escoles petites i properes que comparteixen projecte i model educatiu), juntament amb les escoles: el Bosc (al municipi de Mont-ral), de la Riba (al municipi de la Riba) i Rocabruna (al municipi de Valls), on s'hi imparteixen els nivells des d'Infantil fins a Primària. A més, el ZER Francolí forma part del programa d'Escola Nova 21.

## Història
És una de les quatre escoles que van ésser creades com a model, per iniciativa del President de la Mancomunitat Enric Prat de la Riba i Sarrà (1870-1917), per tal d'instaurar a Catalunya l'Escola Nova, basat en el sistema educacional del mètode Montessori.
L'escola va ser projectada l'any 1914 (per l'Arquitecte Adolf Florensa i Ferrer, 1889-1968), es va adjudicar la construcció al novembre de 1915, i va ser inaugurada el gener de 1920, amb l'assistència de n'Eugeni d'Ors i Rovira (1881-1954), qui aleshores era Director d'Instrucció Pública de la Mancomunitat.
El concepte d'Escola Nova té origen a finals del segle xix, i pretén fer un canvi en el sistema pedagògic que fins aleshores s'estava realitzant, impulsant l'aprenentatge actiu dels alumnes.
Després de la Guerra Civil Espanyola, l'Escola Nova va ser eliminada de totes les escoles, i no va ser fins a la dècada dels 70, en que grups de pedagogs van treballar per tornar-la a les escoles catalanes, eren els anomenats Moviments de Renovació Pedagògica, d'entre aquests moviments un dels més importants va ser l'Agrupació de Mestres Rosa Sensat.
A més de Els Til·lers, l'any 1915 el Consell Permanent de la Mancomunitat acorda construir tres escoles més com a model a seguir (una per cada comarca catalana), que són: la d'Els Torms (a la comarca de les Garrigues), la de Sant Llorenç Savall (a la comarca del Vallès Occidental, actualment CEIP Josep Gras), i la de Palau-Savardera (a l'Alt Empordà, actualment CEIP Martí Inglès). L'escola Els Til·lers és la única, des que es va inaugurar, que mai ha deixat de fer la seva funció com a escola.